# Rämninge damm
Rämninge damm är en sjö i Finspångs kommun i Östergötland och ingår i Motala ströms huvudavrinningsområde. Sjön har en area på 0,222 kvadratkilometer och ligger 46,8 meter över havet. Sjön avvattnas av vattendraget Hällestadsån (Storån).

## Delavrinningsområde
Rämninge damm ingår i det delavrinningsområde (651207-149278) som SMHI kallar för Inloppet i Bönnern. Medelhöjden är 59 meter över havet och ytan är 7,01 kvadratkilometer. Räknas de 59 avrinningsområdena uppströms in blir den ackumulerade arean 1 181,76 kvadratkilometer. Hällestadsån (Storån) som avvattnar avrinningsområdet har biflödesordning 2, vilket innebär att vattnet flödar genom totalt 2 vattendrag innan det når havet efter 44 kilometer. Avrinningsområdet består mestadels av skog (47 procent), öppen mark (20 procent) och jordbruk (26 procent). Avrinningsområdet har 0,23 kvadratkilometer vattenytor vilket ger det en sjöprocent på 3,3 procent. Bebyggelsen i området täcker en yta av 0,09 kvadratkilometer eller 1 procent av avrinningsområdet.